# SUNDAY (古川雄大の曲)
「SUNDAY」（サンデー）は、古川雄大のデビューシングル。2009年4月1日にジェネオン・ユニバーサル・エンターテイメントから発売されている。仕様は2形態に同時発売。

## 概要
表題曲「SUNDAY」とカップリング曲「Unnoticed Love」では、新曲録音している。全曲とも自身が作詞・作曲を手掛けている

### CDタイプ
全てディスクジャケット各仕様は異なる。
- 初回生産限定盤･･･1890円（MJCD-23060）
  - 「SUNDAY」のビデオクリップやメイキング映像収録のDVD付き。
- 通常盤･･･1260円（MJCD-23061）
  - ジャケット型ステッカー封入。

## 収録曲

### CD
1. SUNDAY [4:41]
作詞･作曲：古川雄大、編曲：大山徹也
2. Unnoticed Love [5:36]
作詞･作曲：古川雄大、編曲：大山徹也
3. SUNDAY（Instrumental）
4. Unnoticed Love（Instrumental）

### DVD（初回盤のみ）
1. 「SUNDAY」Music Video
2. 「SUNDAY」メイキング映像